# Chthonius chius
Chthonius chius är en spindeldjursart som beskrevs av Wolfgang Schawaller 1990. Chthonius chius ingår i släktet Chthonius och familjen käkklokrypare. Inga underarter finns listade i Catalogue of Life.